# Vicky Wei
Vicky Wei (魏筱惠) est une actrice taïwanaise. Elle a notamment joué dans trois films de Hou Hsiao-hsien, pour qui elle avait travaillé comme scripte sur Le Maître de marionnettes.

## Filmographie
- 1995 : Good Men, Good Women de Hou Hsiao-hsien : la sœur de Liang Ching
- 1996 : Goodbye South, Goodbye de Hou Hsiao-hsien : Hui
- 1997 : Rainy Dog de Takashi Miike
- 1998 : Les Fleurs de Shanghai de Hou Hsiao-hsien : Jasmin